# Bohuslavice

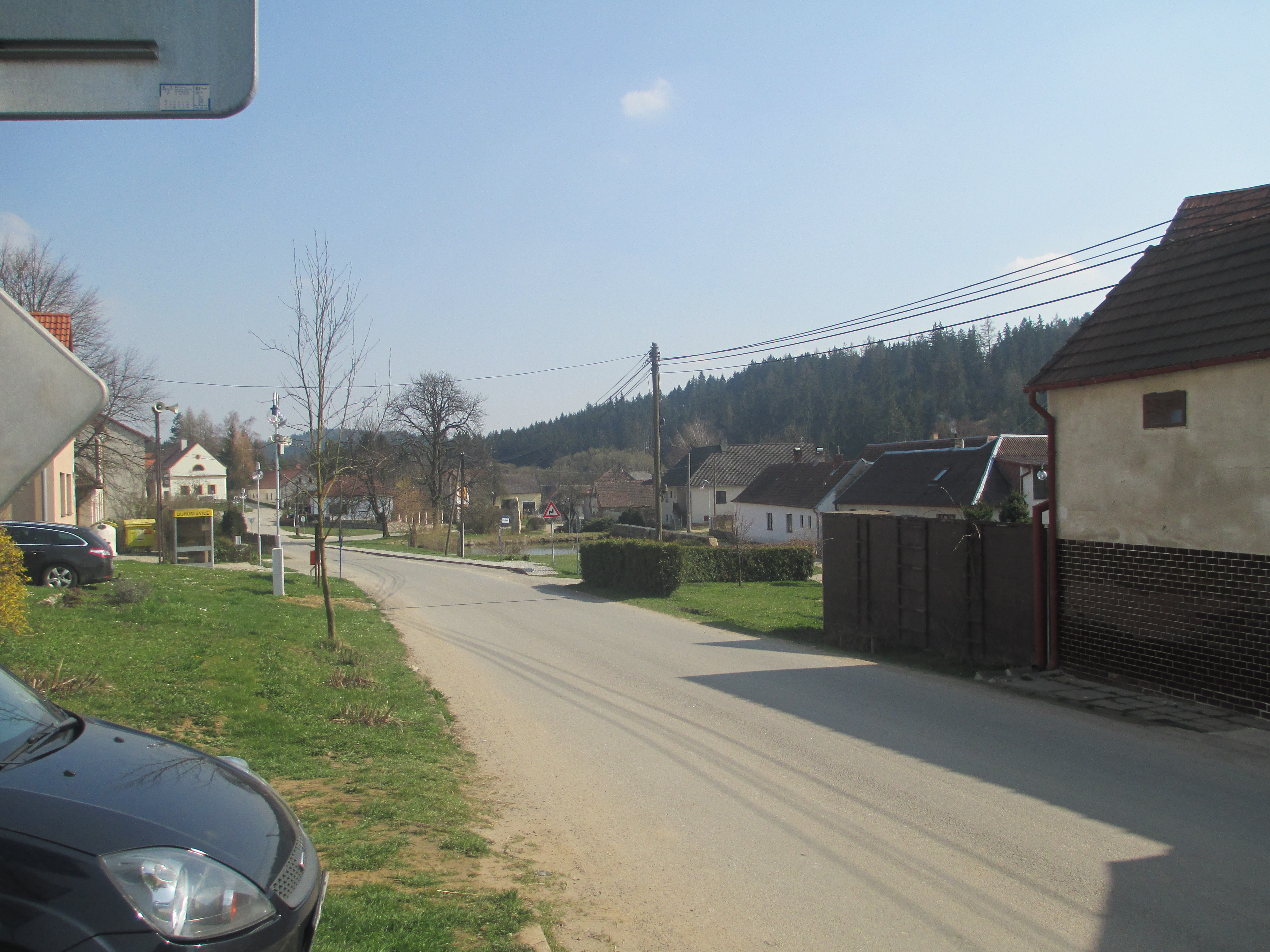
Bohuslavice – Dorfplatz

Bohuslavice (deutsch Wohuslawitz, früher Bohuslawitz) ist eine Gemeinde in Tschechien. Sie liegt zehn Kilometer südöstlich von Telč und gehört zum Okres Jihlava.

## Geographie
Bohuslavice befindet sich in den südlichen Ausläufern der Böhmisch-Mährischen Höhe am rechten Ufer der Vápovka. Nördlich erhebt sich die Vápovická Ostražka (598 m), nordöstlich der U Ostrážku (626 m), östlich der Otvrň (636 m), im Süden die Kalvárie (601 m) und nordwestlich der Bláhův kopec (621 m) und die Vápovická hora (628 m). Gegen Westen liegt der Stausee Nová Říše.
Nachbarorte sind Olšany im Norden, Vápovice im Nordosten, Rozseč und Otvrň im Osten, Zdeňkov und Krasonice im Südosten, Magdalena und Bohusoudov im Süden, Nová Říše im Südwesten, Brázdův Mlýn und Vystrčenovice im Westen sowie Zvolenovice und Rozsíčky im Nordwesten.

## Geschichte
Die erste schriftliche Erwähnung des Dorfes erfolgte im Jahre 1207.  Bohuslavice war zu dieser Zeit ein Landadelsgut, zu dem ein Vorwerkshof und ein weiterer Freihof gehörten. 1353 wurde Ota von Bohuslavice und 1360 Hron von Bohuslavice als Besitzer genannt. Bis zur Mitte des 15. Jahrhunderts gehörte das Dorf den Vladiken von Bohuslavice, danach folgten weitere Geschlechter, die sich ebenfalls das Prädikat von Bohuslavice zulegten. Ab 1550 gehörten die Güter den Bul von Bořitov, ihnen folgten ab 1597 die Koňas von Vydřá, ab 1607 Jan Zahrádecký von Zahrádka und danach Jan Čejka von Olbramovice. Er erweiterte seine Herrschaft Nové Syrovice um das Dorf Krnčice und Höfe in Strážov und Horní Slatina; im Gegenzug überließ er 1618 dem Kloster Nová Říše Bohuslavice. Dem Kloster gehörte bereits seit dem 14. Jahrhundert Vranůvky, das 1570 von Bohuslavice als selbstständiger Anteil abgetrennt worden war. Die Mühle in Bohuslavice hatte der Propst Urban 1570 für das Kloster angekauft. Bohuslavice bestand im Jahre 1618 aus der Feste, dem Hof und zwölf Bauernwirtschaften. Das östlich von Bohuslavice gelegene Vranůvky erlosch später.
Nach der Aufhebung der Patrimonialherrschaften bildete Bohuslavice ab 1850 eine Gemeinde in der  Bezirkshauptmannschaft Datschitz. 1870 bestand das Dorf aus 34 Häusern und hatte 233 Einwohner. 1948 wurde die Gemeinde dem Okres Třešť zugeordnet und nach dessen Auflösung gehört sie seit 1961 zum Okres Jihlava.

## Gemeindegliederung
Für die Gemeinde Bohuslavice sind keine Ortsteile ausgewiesen. Zu Bohuslavice gehört die Einschicht Boroviček.

## Sehenswürdigkeiten
- Nischenkapelle
- Gedenkstein am Hegerhaus Boroviček
- Stausee Nová Říše